# Titularbistum Caunus
Caunus (ital.: Cauno) ist ein Titularbistum der römisch-katholischen Kirche. 
Es geht zurück auf einen untergegangenen Bischofssitz in der antiken Stadt Kaunos in der kleinasiatischen Landschaft Lykien. Der Bischofssitz war der Kirchenprovinz Myra zugeordnet.
| Titularbischöfe von Caunus |                                          |                                                     |                    |                    |
| Nr.                        | Name                                     | Amt                                                 | von                | bis                |
| 1                          | Juvencio Joan Hospital de la Puebla OESA | Apostolischer Vikar von Nord-Hunan (Republik China) | 18. September 1911 | 4. Oktober 1957    |
| 2                          | Angelo Barbisotti FSCJ                   | Apostolischer Vikar von Esmeraldas (Ecuador)        | 14. November 1957  | 17. September 1972 |